# Basdorf (Hessen)
Basdorf is een dorp in de gemeente Vöhl in het district Waldeck-Frankenberg in Hessen.
Basdorf ligt aan de Uerdinger Linie, in het traditionele Nederduitse gebied. Basdorf ligt zuidwesten van Kassel vlak bij het Natuurpark Kellerwald-Edersee.

## Natuur
- Nationaal Park Kellerwald-Edersee
- Kellerwald
- Edersee
- Eder

## Geboren
- Jan Jansen (26 februari 1945), Nederlands baanwielrenner